# Непал на зимних Олимпийских играх 2014
Непал принимал участие в зимних Олимпийских играх 2014, которые проходилив Сочи, Россия с 7 по 23 февраля 2014 года.

## Состав и результаты олимпийской сборной Непала

### Лыжные гонки
Спортсменов — 1
В соответствии с квотами FIS, опубликованными 20 января 2014, Непал квалифицировал на Олимпиаду одного атлета. В третий раз подряд единственным представителем Непала на зимних Олимпийских играх стал лыжник Дачири Шерпа.
Мужчины
Дистанционные гонки
| Соревнование              | Спортсмены   | Результат | Место |
| ------------------------- | ------------ | --------- | ----- |
| 15 км классическим стилем | Дачири Шерпа | 55:39,3   | 86    |